# Tanytarsus bilineatus
Tanytarsus bilineatus är en tvåvingeart som beskrevs av Jean-Jacques Kieffer 1906. Tanytarsus bilineatus ingår i släktet Tanytarsus och familjen fjädermyggor.
Artens utbredningsområde är Frankrike. Inga underarter finns listade i Catalogue of Life.